# Сутра золотого блеска
Сутра золотого блеска (также Сутра Золотистого Света, «Суварнапрабхаса-сутра», санскр. सुवर्णप्रभासोत्तमसूत्रेन्द्रराज IAST: suvarṇaprabhāsottamasūtrendrarājaḥ) — буддийский священный текст махаяны, "царица сутр". 

## Переводы
Сутра датируется IV-V вв. н.э. В конце VII века китайский буддийский монах Ицзин перевёл её на китайский язык. C X века известна уйгурская версия этого текста Алтун ярук. Стала одной из самых популярных сутр Махаяны всех времён: существовали монгольские, тибетские, согдийские, тюркские версии, вариант на хотаносакском языке, а также переписанный тангутским письмом в государстве Си Ся.
В японском переводе сутра известна c VII века как Конкомёкё (今光明經) или Сайсёокё
В XVII веке Зая-Пандита перевел сутру с тибетского на ойратский язык (краткое название «Алтан Гэрэл»). В 1741 году этот перевод приобрел печатную форму в Джунгарском ханстве.

## Содержание
Текст описывает путь избавления от зла, который благословляется буддами 4 сторон света: Амитабхой на Западе, Акшобхьей на Востоке, Ратнакетом на Юге, Дундубхисварой на Севере. В основе пути лежит учение (дхарма), избавляющее от страдания. Ему покровительствуют Брахма и Сарасвати, повелевающие такими существами как асуры, гаруды, якши, киннары и наги.
Во 2 гл. один из бодхисаттв, Ручиракету из Раджгира (сын царя Балендракета), задается вопросом, почему Шакьямуни прожил только 80 лет. Поскольку условием долгой жизни является отказ от убийства, то учитывая заслуги Будды такая жизнь не представляется долгой. Благодаря активности Татхагаты в четырёх сторонах света появляются небесные троны для 4 будд сторон света. Свет их учения распространился на все миры, коих столько, сколько песчинок в реке Ганг. Ручиракет приходит к выводу, что жизнь Шакьямуни не измерялась земным отрезком времени или даже временем нескольких кальп, но была бесконечной: "Бхагаван не создан, Татхагата не рожден".
В сутре приводится история как Каундинья просит Шакьямуни оставить что-то в память об уходе в нирвану. Тогда тот начинает приводить образы противоречивых явлений: красные вороны, шуба из меха черепахи, зубы пиявки, лестница из рогов зайца, бананы на яблоне и пр. Также абсурдна материальная святыня для уходящих в нирвану.
Далее в 4 главе приводится текст покаяния Буддам в злых помыслах, которые образуются от неведения, жажды и гордости ("Молю Будд омыть меня водой милосердия"). Это связано с тем, что когда рождаются Будды, то их свет "заполняет всю вселенную, унимает бесконечные страдания в трех мирах".
6 глава посвящена пустоте: "все явления пусты".
В 7 главе говорится, что четыре махараджи (Вайшравана, Дхритараштра, Вирудхака и Вирупакша) преклонили колена перед Бхагаваном, поклялись распространять Дхарму и защищать Джамбудвипу. В ответ Бхагаван предрекает битву богов и асуров, в которой четыре махараджи во главе армий Якшей одержат победу над асурами. Шакьямуни говорит, что следование дхарме и покровительство четырёх махарадж помогает от нашествия иноземных армий и продлевает жизнь царям ("Во всех рождениях он обретет великую власть"). В ответной речи махараджи упоминают о "золотистом свете" который достиг дворцов владык Брахмы и Шакры, великой богини Сарасвати, сына богов Махешвары, вождей Якшей Ваджрапани и Манибхадра.
В 9 главе почтение Бхагавану оказывает богиня Шри и описывается ритуал поклонения ей в монастырях посредством цветов и мандал из навоза.
В 12 главе излагается наставление царям, которые рождаются по благословению богов и призваны "предотвращать злодейства" и поощрять добродетели. Попустительство преступлениям провоцирует волнения, смуты, нашествия иноплеменников и даже голод. Бездействующий таким образом царь становится врагом дхармы. В таком царстве "начнут почитать безнравственных людей".
В 13 главе повествуется об обращении царя Сусамбхавы под воздействием проповеди монаха Ратноччая, где царь оказывается воплощением Шакьямуни, а монах - Акшобхьи. Подобным образом в 16 главе рассказывается о враче Джалавахане, который проникся состраданием к рыбам и впоследствии оказалось, что и он был воплощением Шакьямуни.
В 18 главе Шакьямуни призывает Ананду поклониться мощам одного будды Махасаттвы, который пожертвовал свое тело тигрице c маленькими тигрятами из сострадания. Затем Будда говорит, что Махасаттвой был он: "я готов целые кальпы пребывать в адах ради каждого существа и освободить всех от сансары.".
В 21 главе резюмируется основная идея сутры: "Существа пусты, «я» не существует"

## Детали повествования
В сутре упоминаются сведения об астрологии ("звезды движутся благоприятно"), нашествия иноплеменников (юэчжи?) и нехарактерные для Индии верблюдицы (бактриан), что может указывать на связи с эллинистическим миром, возникшие после открытия Великого Шелкового Пути. Есть элементы западной (иранской) апокалиптики: грядущая битва богов (или якшей) и асуров. Кроме того, буддизм выступает уже как придворная религия, наставляющая царей, а не как религия отшельников. В то же сохраняется индоцентризм (Джамбудвипа), а образ Амитабхи (основа возникшего в V веке амитоизма) только намечается.

## Значение
В Японии эта сутра («Конкомёкё») почиталась за учение о назначении царской власти, которой покровительствует сам Будда и четыре Небесных Царя. В IX веке Кукай просил императора начать практиковать публичные чтения сутры в канун Нового Года